# 663
663 (DCLXIII na numeração romana) foi um ano comum do século VII, do Calendário Juliano, da Era de Cristo, teve início a um domingo e terminou também a um domingo, e a sua letra dominical foi A.
| ano completo                    |
| ------------------------------- |
| Ano comum com início ao domingo |

## Eventos
- Concílio de Braga de 663
- Um monge atinge o cume do Monte Fuji.